# CAF Champions League 2000
La CAF Champions League 2000 fu vinta dall'Hearts of Oak, al loro primo successo nella competizione.

## Qualificazioni

### Turno preliminare
| Squadra 1             | Totale | Squadra 2                       | Andata | Ritorno |
| --------------------- | ------ | ------------------------------- | ------ | ------- |
| (dcr) Tusker FC       | 2-2    | Red Sea Football Club           | 1-1    | 1-1     |
| Villa SC              | 2-5    | Saint George                    | 2-2    | 0-3     |
| Vital'O Football Club | 5-0    | Bata Bullets                    | 4-0    | 1-0     |
| Dragons de l'Ouémé    | 3-1    | Ports Authority                 | 2-0    | 1-1     |
| Sporting Praia        | 2-4    | Tempête Mocaf                   | 2-3    | 0-1     |
| Primeiro Agosto       | 5-0    | Akonangui Fútbol Club           | 4-0    | 1-0     |
| Horoya AC             | 3-1    | Sporting Bissau                 | 2-0    | 1-1     |
| Notwane Football Club | 3-5    | Black Africa                    | 1-1    | 2-4     |
| AS de Vacoas-Phoenix  | 2-3    | St Michel United                | 1-1    | 1-2     |
| AS Fortior            | 0-0    | Lesotho Defence Force (dcr)     | 0-0    | 0-0     |
| Al Ahly Tripoli       | 6-1    | Olympic Football Club de Niamey | 4-0    | 2-1     |
| (dcr) APR FC          | 2-2    | Renaissance                     | 1-1    | 1-1     |
| Ferroviário Maputo    | 3-3    | Prisons FC                      | 1-0    | 2-3     |

### Primo turno
| Squadra 1            | Totale | Squadra 2                | Andata | Ritorno |
| -------------------- | ------ | ------------------------ | ------ | ------- |
| Raja Casablanca      | 5-3    | Dragons de l'Ouémé       | 3-1    | 2-2     |
| MC Alger             | 2-6    | Jeanne d'Arc             | 1-1    | 1-5     |
| Al Ahly              | 3-2    | Tusker FC                | 3-1    | 0-1     |
| Saint George         | 3-4    | Vital'O Football Club    | 1-2    | 2-2     |
| Espérance            | rit.   | APR FC                   | 7-0    | -       |
| ASFA Yennega         | 3-3    | Djoliba AC               | 2-2    | 1-1     |
| Lobi Stars           | 3-1    | Tempête Mocaf            | 2-0    | 1-1     |
| V Club               | 2-5    | Primeiro Agosto          | 2-1    | 0-4     |
| Hearts of Oak        | 4-3    | Horoya AC                | 2-1    | 2-2     |
| DC Motema Pembe      | rit.   | Black Africa             | -      | -       |
| Highlanders FC       | 3-0    | St Michel United         | 1-0    | 2-0     |
| Sable Batié          | 3-2    | FC 105 Libreville        | 2-1    | 1-1     |
| US Stade Tamponnaise | 1-5    | Nkana FC                 | 1-2    | 0-3     |
| Mamelodi Sundowns    | 6-2    | Lesotho Defence Force    | 2-1    | 4-1     |
| Africa Sports        | 6-0    | Al Ahly Tripoli          | 4-0    | 2-0     |
| Al Hilal             | 2-2    | Ferroviário Maputo (dcr) | 1-1    | 1-1     |

### Secondo turno
| Squadra 1       | Totale | Squadra 2          | Andata | Ritorno |
| --------------- | ------ | ------------------ | ------ | ------- |
| Raja Casablanca | 2-2    | Jeanne d'Arc       | 2-1    | 0-1     |
| Al Ahly         | 4-2    | Vital'O            | 3-0    | 1-2     |
| Espérance       | 4-3    | Djoliba AC         | 3-2    | 1-1     |
| Lobi Stars      | 2-1    | Primeiro Agosto    | 1-1    | 1-0     |
| Hearts of Oak   | 4-3    | DC Motema Pembe    | 4-1    | 0-2     |
| Highlanders FC  | 3-3    | Sable Batié (dcr)  | 3-0    | 0-3     |
| Nkana FC        | 1-1    | Mamelodi Sundowns  | 1-1    | 0-0     |
| Africa Sports   | 7-1    | Ferroviário Maputo | 5-0    | 2-1     |

## Fase a gironi

### Gruppo A
| Squadra              | Pti | G | V | N | P | GF | GS | DR |
| -------------------- | --- | - | - | - | - | -- | -- | -- |
| 1. Espérance         | 12  | 6 | 4 | 0 | 2 | 12 | 7  | 5  |
| 2. Mamelodi Sundowns | 12  | 6 | 4 | 0 | 2 | 11 | 11 | 0  |
| 3. Africa Sports     | 10  | 6 | 3 | 1 | 2 | 12 | 8  | 4  |
| 4. Sable Batié       | 1   | 6 | 0 | 1 | 5 | 5  | 14 | -9 |

| 22 luglio 2000    |     |                   |
| Mamelodi Sundowns | 2–0 | Africa Sports     |
| 23 luglio 2000    |     |                   |
| Espérance         | 4–0 | Sable Batié       |
| 6 agosto 2000     |     |                   |
| Africa Sports     | 2–1 | Espérance         |
| 7 agosto 2000     |     |                   |
| Sable Batié       | 1–2 | Mamelodi Sundowns |
| 19 agosto 2000    |     |                   |
| Espérance         | 3–2 | Mamelodi Sundowns |
| Sable Batié       | 1–1 | Africa Sports     |
| 14 ottobre 2000   |     |                   |
| Mamelodi Sundowns | 2–0 | Espérance         |
| 15 ottobre 2000   |     |                   |
| Africa Sports     | 3–1 | Sable Batié       |
| 29 ottobre 2000   |     |                   |
| Sable Batié       | 1–2 | Espérance         |
| 4 novembre 2000   |     |                   |
| Africa Sports     | 6–1 | Mamelodi Sundowns |
| 11 novembre 2000  |     |                   |
| Mamelodi Sundowns | 2–1 | Sable Batié       |
| Espérance         | 2–0 | Africa Sports     |

### Gruppo B
| Squadra          | Pti | G | V | N | P | GF | GS | DR |
| ---------------- | --- | - | - | - | - | -- | -- | -- |
| 1. Hearts of Oak | 14  | 6 | 4 | 2 | 0 | 12 | 5  | 7  |
| 2. Al Ahly       | 8   | 6 | 2 | 2 | 2 | 10 | 9  | 1  |
| 3. Lobi Stars    | 7   | 6 | 2 | 1 | 3 | 7  | 9  | -2 |
| 4. Jeanne d'Arc  | 3   | 6 | 0 | 3 | 3 | 6  | 12 | -6 |

| 22 luglio 2000   |     |               |
| Lobi Stars       | 3–1 | Jeanne d'Arc  |
| 23 luglio 2000   |     |               |
| Hearts of Oak    | 2–1 | Al Ahly       |
| 4 agosto 2000    |     |               |
| Al Ahly          | 3–1 | Lobi Stars    |
| 5 agosto 2000    |     |               |
| Jeanne d'Arc     | 2–4 | Hearts of Oak |
| 20 agosto 2000   |     |               |
| Lobi Stars       | 0–2 | Hearts of Oak |
| Jeanne d'Arc     | 1–1 | Al Ahly       |
| 13 ottobre 2000  |     |               |
| Al Ahly          | 3–1 | Jeanne d'Arc  |
| 15 ottobre 2000  |     |               |
| Hearts of Oak    | 2–0 | Lobi Stars    |
| 27 ottobre 2000  |     |               |
| Al Ahly          | 1–1 | Hearts of Oak |
| 29 ottobre 2000  |     |               |
| Jeanne d'Arc     | 0–0 | Lobi Stars    |
| 12 novembre 2000 |     |               |
| Hearts of Oak    | 1–1 | Jeanne d'Arc  |
| Lobi Stars       | 3–1 | Al Ahly       |

### Finale
| Squadra 1 | Totale | Squadra 2     | Andata | Ritorno |
| --------- | ------ | ------------- | ------ | ------- |
| Espérance | 2-5    | Hearts of Oak | 1-2    | 1-3     |

| CAF Champions League Campioni 2000 |
| ---------------------------------- |
| Hearts of Oak Primo Titolo         |